# إيمانويلي مانيسكولكو
إيمانويلي مانيسكولكو (بالإيطالية: Emanuele Maniscalco) (ولد عام 1983) عازف بيانو جاز إيطالي وعازف طبول ومؤلف موسيقي.

## حياته وعمله
ولد في بريشا في عام 1983. بدأ عزف البيانو في سن الثامنة والطبول في الثانية عشرة. وقد علم نفسه عزف الآلات الموسيقية المختلفة، لكن التحق لعدة شهور بورش لـ ستيفانو باتاليا في سيينا بين عامي 2001 و2008. وعزف رفقة عازف الترومبيت إنريكو رافا بين عامي 2004 و2007.
ومن عام 2012 إلى 2014 التحق بمعهد ريتميسك الموسيقي في كوبنهاغن، وتخرج في عام 2014 ضمن برنامج ما بعد التخرج المسمى «العازف المنفرد».